# Сакеллари, Николай Александрович
Николай Александрович Сакеллари (29 сентября 1880 — 11 марта 1936) — основатель советской школы штурманов, видный специалист в области теории и практики кораблевождения, капитан дальнего плавания, капитан 2-го ранга Российского императорского флота, капитан 2-го ранга РККФ, профессор, доктор военных наук, заслуженный деятель науки РСФСР.

## Биография
Родился 29 сентября 1880 года в Одессе.
- 1901 — Окончил физико-математический факультет Новороссийского университета.
- 1903 — Юнкер флота. Служит на клипере «Крейсер»
- 1904 — Сдал экзамены за полный курс Морского корпуса, произведен в мичманы.
- 1904—1905 — В должности штурмана броненосца «Орел» совершил переход на Дальний Восток.
- 14-15 мая 1905 — В составе 2-й Тихоокеанской эскадры под руководством вице-адмирала Рожественского, принял участие в Цусимском сражении. Принял на себя командование батареей 75-миллиметровых орудий левого борта «Орла» после ранения мичмана князя Туманова.
- Служил штурманом на крейсерах «Россия» и «Диана».
- 1913 — С отличием окончил Гидрографическое отделение Николаевской Морской академии, получил диплом гидрографа-геодезиста и звание штурманского офицера 1-го разряда.
- Август 1913 — Штатный преподаватель по навигации и кораблевождению Морского корпуса.
- 6 декабря 1913 — Старший лейтенант.
- 1913—1914 — И. д. флагманского штурмана штаба командира Учебного отряда Морского корпуса.
- 1914—1915 — Флагманский штурман бригады крейсеров Балтийского флота.
- 1915 — Командир учебного судна «Астарта».
- 1916 — Командир учебного судна «Рында».
- 30 июля 1916 — Капитан 2-го ранга.
- 1916 — Переведен на преподавательскую работу в военно-морские учебные заведения.
- 1920 — Преподаватель военно-морского и гидрографического факультетов Военно-Морской академии. С 1924 по 1932 год Сакеллари возглавлял кафедру кораблевождения.
- 1924 — Штурман посыльного судна «Воровский» во время перехода из Архангельска во Владивосток.
- 1924—1932 — Начальник гидрографического факультета, начальник кафедры кораблевождения Морской академии. Возглавлял штурманский класс Высших курсов командного состава.
- 1929—1930 — В должности флагманского штурмана обеспечивал переход линейного корабля «Парижская Коммуна» и крейсера «Профинтерн» из Кронштадта в Севастополь[1].
- 1934 — Возглавлял штурманскую службу на ледоколе «Красин», направленном из Ленинграда через Атлантику, Панамский канал и Тихий океан на Камчатку. Его расчеты помогли выбрать оптимальный курс, что позволило завершить переход за 35 суток вместо намеченных 76 дней[2].
- 1935 — Профессор Военно-морской академии им. Ворошилова.

В детстве я жил в одном доме с известным кораблеводителем Н. А. Сакеллари. Он умер, когда мне было семь лет. Помню запах его трубочного дыма, оставшийся в сырости парадной после прохода штурмана в гавань квартиры по каменному фарватеру лестницы. Мы — мальчишки — поднимались вслед за Сакеллари, фильтруя сквозь слизистые носов малейшие клочки этого томительного дыма. Ничто лучше дыма не может символизировать даль таинственных стран и даль твоей завтрашней жизни.
— В. В. Конецкий
Сакеллари был женат на Ариадне Николаевне Сакеллари (Крюковой). Умер от болезни сердца в Ленинграде 11 марта 1936 года. Похоронен на Смоленском лютеранском кладбище.

## Награды
Награждён орденами Святой Анны 3-й степени с мечами и бантом, Святого Станислава 2-й степени. За выдающиеся заслуги в штурманском деле был дважды награждён Реввоенсоветом СССР золотыми часами, грамотой ЦИК ССР и др.

## Научные труды
- Навигация (четыре издания с 1926 по 1938)
- Сущность кораблевождения (1922)
- Беседы о кораблевождении (1931 г.)
- Записки по девиации компаса (1932)
- Описание мореходных инструментов (1933)
- Броненосец «Орёл» никогда бы не сдался…[4]

## Памятные места
Именем Н. А. Сакеллари назван полуостров в Антарктиде (Земля Эндерби, 67°06′ ю.ш., 48°56′ в.д., открыт и нанесён на карту в 1957 году, название присвоено не позднее 1959 г.), а также посвящён фрагмент экспозиции в Центральном военно-морском музее. 3 октября 2012 года на Смоленском лютеранском кладбище был открыт новый памятник Сакеллари.